# Рома (филм)
„Рома“ (на испански: Roma) е американски филм от 2018 година, драма на режисьора Алфонсо Куарон по негов собствен сценарий.
Сюжетът, съдържащ автобиографични елементи, описва отношенията между прислужница в семейство от средната класа в квартала на Мексико „Колония Рома“ през 70-те години и жената, за която работи – прислужницата е изоставена бременна от случаен любовник, а другата жена – от своя съпруг и баща на четирите им деца, който ги оставя без средства за издръжка. Главните роли се изпълняват от Ялица Апарисио, Марина де Тавира, Хорхе Антонио Гереро.
„Рома“ получава награди „Оскар“ за чуждоезичен филм, режисура и операторска работа, „Златен глобус“ за режисура и чуждоезичен филм и награди на БАФТА за най-добър филм, най-добър чуждоезичен филм и операторска работа.